# Château-sur-Cher
Château-sur-Cher é uma comuna francesa na região administrativa de Auvérnia-Ródano-Alpes, no departamento Puy-de-Dôme. Estende-se por uma área de 11,82 km². Em 2010 a comuna tinha 72 habitantes (densidade: 6,1 hab./km²).